# Asta Nielsen
 For alternative betydninger, se Asta Nielsen (flertydig). (Se også artikler, som begynder med Asta Nielsen)
Asta Sophie Amalie Nielsen (også kaldet Die Asta; 11. september 1881 i København – 25. maj 1972 på Frederiksberg) var en dansk skuespillerinde og en af stumfilmens største stjerner og stumfilmens første sexsymboler.

## Opvækst og teaterkarriere
Asta blev født d. 11. september 1881 på Gammel Kongevej 9 i København som datter af arbejdsmanden Jens Christian Nielsen (1847-1895) og vaskekonen Ida Frederikke Petersen (1843-1912). Kort tid efter flyttede familien til Malmø. Jens Christian døde udslidt, lige inden Asta fyldte 14 år. Da Johanne købte et abonnement til Dagmarteatret for sine egne penge, sendte hun en aften lillesøster Asta af sted til en forestilling, der blev et vendepunkt i Astas liv. Da hun senere mødte skuespilleren Peter Jerndorff, som underviste på Det Kgl. Teater, fik hun lov til at aflægge prøve for ham. Jerndorff så hendes talent og læste med hende til skuespilprøverne på Det Kgl. Teater, selv om Astas mor mente, at datteren hellere burde bidrage økonomisk til hjemmet. I stedet tilbød Johanne moren sin egen løn, så lillesøsteren fik mulighed til at blive skuespiller. Jerndorff på sin side betalte for Astas uddannelse på Det kongelige Teaters elevskole, samt for timer hos en tidligere solodanser. Som elev blev Asta gravid, og fødte som 20-årig datteren Jesta i hemmelighed. Måske var barnet Jerndorffs, og navnet Jesta en sammentrækning af forældrenes navne. Asta Nielsen gav sit barn til et børnehjem ved fødslen; men da hendes egen mor fik nys om sagen, blev Jesta hentet hjem og voksede op hos sin mormor og mosteren Johanne, som var lesbisk og aldrig selv fik børn. 
Asta Nielsen debuterede i 1902 på Dagmarteatret, hvor hun blev indtil 1905, og på Det Ny Teater (1908-10). I samme periode turnerede hun også i både Norge og Sverige, men slog aldrig rigtig igennem på scenen. Derimod forstod hun i møde med filmmediet intuitivt, at film kræver en mere afdæmpet spillestil end teater, fordi filmkameraet formindsker afstanden mellem publikum og skuespiller. 

## Film
I 1910 filmdebuterede hun i stumfilmen Afgrunden, der blev instrueret af Peter Urban Gad. Afgrunden var både Asta Nielsens personlige og dansk stumfilms europæiske gennembrud. Filmen var et erotisk kærlighedsdrama om spillelærerinden Magda Vang (Asta Nielsen), der er forlovet med præstesønnen Knud Svane (Robert Dinesen). Hun bliver imidlertid betaget af cirkusartisten Rudolph Stern (Poul Reumert), som hun løber væk med. Men han udnytter hende og har andre kvinder; og da han prøver at sælge hende tilbage til Knud, dræber hun ham på trods af, at hun elsker ham. I sidste scene føres hun væk af politiet.
Efter Afgrunden indspillede Asta yderligere to film i Danmark; Den sorte Drøm (Fotorama; instruktør Urban Gad, 1911) og Balletdanserinden (Nordisk Film, instruktør August Blom, 1911) – begge over for den mandlige stjerneskuespiller Valdemar Psilander.
Efter de to film flyttede hun til Tyskland, hvor hun med stor succes arbejdede med sin mand Urban Gad som instruktør indtil 1916. I Tyskland skrev hun kontrakt med den tyske filmproducer Paul Davidson for $80.000 om året, et astronomisk beløb – den bedst betalte filmstjerne indtil da. Filmen Die Suffragette fra 1913 blev sat op igen i engelske biografer i forbindelsen med hundredeårsjubilæet for britiske kvinders stemmeret i 2018. Her spiller hun Nelly Panburne, en skikkelse baseret på Pankhurst'erne. Man mærker sig især scene med tvangsfodring, der blev anvendt overfor sultestrejkende suffragetter i fængslerne; noget, britisk censuren ikke tillod biografgængerne at se. Filmens handling går ud på, at Nellys mor er suffragette og overtaler sin datter til at placere en tidsindstillet bombe under sin modstander Lord William Ascues stol; men Nelly er forelsket i Ascue og vil redde ham.
Hun blev i Tyskland indtil 1. verdenskrig, hvor hun vendte tilbage til Danmark, hvor hun indspillede sin fjerde danske film: Mod Lyset (1919). Efter krigen tog hun igen til Tyskland, hvor hun indtil 1937 indspillede yderligere en række film, hvorefter hun presset af nazisterne flyttede tilbage til Danmark. Desuden passede tonefilmens fremmarch hende ikke godt. Hendes eneste tonefilm, Unmögliche Liebe (1932), blev ikke nogen succes. Tilbage i Danmark lykkedes det hende ikke at finde arbejde, og det var slut med filmen. I stedet skrev hun selvbiografien (Den tiende Muse, 1946), nogle noveller og læste op i radioen. I 1968 skrev, producerede og instruerede hun en selvportrætfilm (Asta Nielsen) – da hun var utilfreds med den film, som Henrik Stangerup i 1967 havde instrueret om hendes liv.
De fleste af hendes roller var som tragiske kvindeskæbner, der ikke passede ind i eller ikke lod sig styre af hæmmende sociale normer, som i hendes første rolle i Afgrunden hvor hun spillede en kvinde, der valgte den passionerede kærlighed med cirkusartisten frem for det sikre liv med præstesønnen. Men Asta Nielsen spillede også komiske roller, og i Hamlet fra 1921 spillede hun hovedrollen, efter at have omskrevet Hamlet til en prinsesse, der af sin mor tvinges til at optræde som mand. Heraf følger Hamlets hemmelige forelskelse i Horatio og jalousi på Ofelia. Dronning Gertrude fremstilles som medskyldig i mordet på sin første mand; den gamle konges spøgelse ser man ikke noget til i filmen.
Asta Nielsen var på sin karrieres højdepunkt et kendt navn i både Danmark og Tyskland, såvel som i resten af Europa og USA. Hun er blevet kaldt den første internationale filmstjerne. Ved en rundspørge i Rusland i 1911 blev hun udnævnt til verdens bedste kvindelige filmskuespillerinde. Under 1. verdenskrig var hun lige vellidt på begge sider af konflikten. I 1925 spillede hun sammen med Greta Garbo i Die Freudlose Gasse – senere sagde Greta Garbo om Asta Nielsen: "Når det kommer til...udtryk og bredde, så er jeg intet sammenlignet med hende".
I perioden 1925-1933 blev hendes markante hus på ferieøen Hiddensee centrum for en større gruppe kunstnere. Asta Nielsen omtales i bogen Det 20. århundrede - De 100 mest betydningsfulde personer i Danmark.

## Privatliv
I sin selvbiografi Den tiende muse omtaler Nielsen hverken sin datter eller sine ægteskaber, skønt hun var gift tre gange. Første gang med Urban Gad (1879-1947). Ægteskabet varede fra 1912 til 1918, hvor det blev opløst. I 1919 blev hun gift med den svenske reserveløjtnant Ferdinand Wingårdh. De var gift indtil 1923, hvor ægteskabet blev opløst. Fra 1923 og 13 år frem boede hun sammen med den russiske skuespiller Gregorij Chmara, uden at de dog blev gift. Og endeligt i 1970 blev hun gift med kunsthandler Anders Christian Theede (1899-1988). I 1901 fik hun datteren Jesta – men fortalte aldrig, hvem faderen var. Jesta gav hun fra sig til et børnehjem, men hentede hende hjem en måned senere på opfordring af sin mor, der sagde: "I vores familie giver vi ikke børn væk." Jesta blev opdraget hos sin mormor og fik først kontakt med sin mor langt oppe i teenagealderen, da Nielsens karriere var på sit højeste, og datteren var i vejen.  Jesta begik selvmord 12. okt 1964 efter at hendes mand Paul Vermehren var død ved en bilulykke 2. maj 1964. Asta Nielsen døde i 1972 på Frederiksberg Hospital, hvor hun var indlagt med et brækket ben. Hun er begravet i fællesgraven på Vestre Kirkegård, hvor også hendes datter og svigersøn ligger begravet.
I 1994 blev Mosestien ved siden af Nordisk Film i Valby - kendt fra filmene om Olsen-banden - omdøbt til Asta Nielsen Strædet. Eva Tind har lavet en dokumentarfilm om stumfilmstjernen. Der blev lavet en dødsmaske af Asta Nielsen, som ejes af Torben Skjødt Jensen. 
- Asta Nielsen i billeder
- Asta Nielsen, ca. 2 årig. 
Foto:  Hilmar Crone
- Med forældre. Asta Nielsen i midten
- Som konfirmand
- Portræt fra ca. 1910

## Filmografi
- Afgrunden (som Magda Vang; instruktør Urban Gad, 1910) (Danmark)
- Der fremde Vogel (som May; instruktør Urban Gad, 1911) (Tyskland)
- Balletdanserinden (som Camille Flavier, balletdanserinde; instruktør August Blom, 1911) (Danmark)
- In dem grossen Augenblick (som Annie, hushjælp; instruktør Urban Gad, 1911) (Tyskland)
- Den sorte Drøm (som Stella, cirkusdanserinde; instruktør Urban Gad, 1911) (Danmark)
- Heisses Blut (som Jonna; instruktør Urban Gad, 1911) (Tyskland)
- Zigeunerblut (som Zigøjnersken Luscha; instruktør Urban Gad, 1911) (Tyskland)
- Nachtfalter (som Olga / frk. Yvonne; instruktør Urban Gad, 1911) (Tyskland)
- Den store elskov (originaltitel: Die Verräterin) (som Yvonne, de Bougivals datter; instruktør Urban Gad, 1911) (Tyskland)
- Proletarpigen (originaltitel: Die arme Jenny) (som Jenny; instruktør Urban Gad, 1912) (Tyskland)
- Dødedansen (originaltitel: Der Totentanz) (som Bella; instruktør Urban Gad, 1912) (Tyskland)
- Das Mädchen ohne Vaterland (som Zidra; instruktør Urban Gad, 1912) (Tyskland)
- Wenn die Maske fällt (som Sanna; instruktør Urban Gad, 1912) (Tyskland)
- Die Kinder des Generals (som Thekla, generalens datter; instruktør Urban Gad, 1912) (Tyskland)
- Zu Tode gehetzt (som Paula Müller; instruktør Urban Gad, 1912) (Tyskland)
- Die Macht des Goldes (som Creszenz, Mutter Fitzingers datter; instruktør Urban Gad, 1912) (Tyskland)
- Die Suffragette (som Nelly; instruktør Urban Gad, 1913) (Tyskland)
- Filmprimadonnaen (originaltitel: Die Film-Primadonna) (som Ruth Breton; instruktør Urban Gad, 1913) (Tyskland)
- Die Sünden der Väter (som Hanna, Meyers datter; instruktør Urban Gad, 1913) (Tyskland)
- Jugend und Tollheit (som Jesta Müller; instruktør Urban Gad, 1913) (Tyskland)
- Der Tod in Sevilla (som Juanita; instruktør Urban Gad, 1913) (Tyskland)
- Komödianten (som Kamma; instruktør Urban Gad, 1913) (Tyskland)
- S. 1. (som Gertrud, generalens datter; instruktør Urban Gad, 1913) (Tyskland)
- Den lille engel (originaltitel: Engelein) (som Jesta; instruktør Urban Gad, 1914) (Tyskland)
- Ilden (originaltitel: Das Feuer) (som Wanda Petry, skolerytterske; instruktør Urban Gad, 1914) (Tyskland)
- Das Kind ruft (som Elena; instruktør Urban Gad, 1914) (Tyskland)
- Forhus og baghus (originaltitel: Vordertreppe und Hintertreppe (som Sabine; instruktør Urban Gad, 1914) (Tyskland)
- Zapatas Bande (instruktør Urban Gad, 1914) (Tyskland)
- Die Tochter der Landstrasse (som Zirzi; instruktør Urban Gad, 1915) (Tyskland)
- Den falske Asta Nielsen (originaltitel: Die falsche Asta Nielsen (som Asta Nielsen (sig selv) & Bolette; instruktør Urban Gad, 1915) (Tyskland)
- De hvide roser (originaltitel: Die weissen Rosen) (som Hedda Frank; instruktør Urban Gad, 1916) (Tyskland)
- Den første Patient (originaltitel: Das Versuchskaninchen (som Jesta; instruktør Edmund Edel, 1916) (Tyskland)
- Das Liebes ABC (som Lis; instruktør Magnus Stifter, 1916) (Tyskland)
- Engeleins Hochzeit (som Jesta; instruktør Urban Gad, 1916) (Tyskland)
- Die ewige Nacht (som Marta, en blind pige; instruktør Urban Gad, 1916) (Tyskland)
- Dora Brandes (som Dora Brandes; instruktør Magnus Stifter, 1916) (Tyskland)
- Die Börsenkönigin (som Helene Netzler, kobbermineeje; instruktør Edmund Edel, 1916) (Tyskland)
- Aschenbrödel (som Lotte; instruktør Urban Gad, 1917) (Tyskland)
- Das Waisenhauskind (som Esther; instruktør Walter Schmidthässler, 1917) (Tyskland)
- Das Eskimobaby (senere dansk titel: Ivigtut, som Ivigtut; instruktør Walter Schmidthässler, 1918) (Tyskland)
- Im Lebenswirbel (som Margit; instruktør Heinz Schall, 1918) (Tyskland)
- Die Rose der Wildnis (som Wanda; instruktør Walter Schmidthässler, 1918) (Tyskland)
- Mod Lyset (som Komtesse Ysabel, grevindens datter; instruktør Holger-Madsen, 1919) (Danmark)
- Das Ende vom Liede (som Dora, fru von Warens datter; instruktør Willy Grunwald, 1919) (Tyskland)
- Nach dem Gesetz (som Sonja Waler, journalist, Erichs søster; instruktør Willy Grunwald, 1919) (Tyskland)
- Elskovsrus (originaltitel: Rausch) (som Henriette; instruktør Ernst Lubitsch, 1919) (Tyskland)
- Der Reigen (som Elena; instruktør Richard Oswald, 1920) (Tyskland)
- Steuermann Holk (som Isabella Bouflon; instruktør Ludwig Wolff, 1920) (Tyskland)
- Kurfürstendamm (som pigen Lissy og kokkepigen Marie; instruktør Richard Oswald, 1920) (Tyskland)
- Grev Sylvains hævn (originaltitel: Graf Sylvains Rache) (som Madeleine; instruktør Willy Grunwald, 1920) (Tyskland)
- Hamlet (som Prins Hamlet; Svend Gade, instruktør Heinz Schall, 1921) (Tyskland) også som producent
- Roswolskys elskerinde (originaltitel: Die geliebte Roswolskys) (som Mary Verhag; instruktør Felix Basch, 1921) (Tyskland)
- Irrende Seelen (som Nastasja Barashkova; instruktør Carl Froelich, 1921) (Tyskland)
- Der Absturz (som Kaja Falk; instruktør Ludwig Wolff, 1922) (Tyskland)
- Frøken Julie (originaltitel: Fräulein Julie) (som Julie; instruktør Felix Basch, 1922) (Tyskland)[17]
- Brigantenrache (som Anica, en dalmatisk bondepige; instruktør Reinhard Bruck, 1922) (Tyskland)
- Vanina (som Vanina, guvernørens datter; instruktør Arthur von Gerlach, 1922) (Tyskland)
- Erdgeist (som Lulu; instruktør Leopold Jessner, 1923) (Tyskland)
- Die Tänzerin Navarro (som Carmencita Navarro; instruktør Ludwig Wolff, 1923) (Tyskland)
- I.N.R.I. - Ein film der Menschlichkeit (som Maria Magdalene; instruktør Robert Wiene, 1923) (Tyskland)
- Das Haus am Meer (som Teresa, Enricos hustru; instruktør Fritz Kauffmann, 1924) (Tyskland)
- Die Schmetterlingsschlacht (som Rosi; instruktør Franz Eckstein, 1924) (Tyskland)
- Die Frau im Feuer (som Josefine; instruktør Carl Boese, 1924) (Tyskland)
- Lebende Buddhas (som Tibetanerinde; instruktør Paul Wegener, 1924) (Tyskland)
- Die freudlose gasse (som Maria Lechner; instruktør G.W. Pabst, 1925) (Tyskland)
- Athleten (som Prinsesse Wanda; instruktør Friedrich Zelnik, 1925) (Tyskland)
- Hedda Gabler (som Hedda, Tesmans hustru; instruktør Franz Eckstein, 1925) (Tyskland)
- Laster der Menschheit (som Tamara, das Experiment; instruktør Rudolf Meinert, 1926) (Tyskland)
- Die Gesunkenen (som Anna, Grossers kone; instruktør Rudolf Walter-Fein, 1926) (Tyskland)
- Dirnentragödie (som Auguste, den ældre luder; instruktør Bruno Rahn, 1927) (Tyskland)
- Gehetzte Frauen (som Clarina, sangerinde; instruktør Richard Oswald, 1927) (Tyskland)
- Kleinstadtsünder (som Selma Karchow; instruktør Bruno Rahn, 1927) (Tyskland)
- Das gefährliche Alter (som Elsie, Lindners hustru; instruktør Eugen Illes, 1927) (Tyskland)
- Unmögliche Liebe (som Vera Holgk; instruktør Erich Waschneck, 1932) (Tyskland)
- Asta Nielsen (som Asta Nielsen; Asta Nielsen, 1968) (Danmark) også som instruktør og manuskriptforfatter
- Die Asta - portræt af Asta Nielsen (som Asta Nielsen; instruktør Jørgen Roos, Ib Rehné, 1995) (Danmark)

## Film om Asta Nielsen
- Henrik Stangerup, Asta Nielsen (1967) efter Asta Nielsens eget manuskript
- Asta Nielsen (1968) instrueret og skrevet af Asta Nielsen selv
- Torben Skjødt Jensen, Afgrunden (eng. titel: The Tenth Muse Arkiveret 19. juli 2012 hos  Wayback Machine) (2003) – en dramafilm om Asta Nielsens liv.
- Torben Skjødt Jensen, Asta Nielsen – den talende muse Arkiveret 13. september 2007 hos  Wayback Machine (eng. Titel: The Talking Muse Arkiveret 19. juli 2012 hos  Wayback Machine) (2003) – en dokumentarfilm om Asta Nielsen baseret på båndede samtaler mellem Asta og hendes nære ven Frede Schmidt i perioden 1957-1959, samt Astas privatarkiv, som hun overlod til Frede Schmidt.

## Mindesmærker
- Asta Nielsen Strædet, 2500 Valby (1994)
- Asta Nielsens Vej, 3370 Melby
- Eva Tind: Asta Nielsen - et gavldigt, Valby Langgade 44b, 2500 Valby (2016)